# Friedrich Maurach
Friedrich Wilhelm Lebrecht Maurach (ur. 1811 w Kłajpedzie, zm. 1873 w Bydgoszczy) – prezydent Regencji w Gąbinie w latach 1863–1870, prezydent Regencji w Bydgoszczy w latach 1870–1873.

## Życiorys
Urodził się 4 października 1811 r. w Kłajpedzie, w ówczesnych Prusach Wschodnich. Był synem Abrahama Friedricha, miejscowego aptekarza.
Po ukończeniu nauki poświęcił się pracy urzędniczej. Przez kilka lat kierował Prezydium Policji w Królewcu. W 1863 r. został przeniesiony na stanowisko prezydenta Regencji w Gąbinie w Prusach Wschodnich. Zmierzył się tu z wieloma problemami natury politycznej. Zmagał się z opozycją antyrządową i nieprzyjazne nastawionym społeczeństwem. W 1868 r. pod jego adresem oraz jego żony sformułowano nawet konkretne oskarżenia, które okazały się całkowicie bezpodstawne. Później swoją postawą i niezachwianym stanowiskiem zyskał uznanie monarchy i kanclerza Bismarcka, ale wspomniany konflikt i towarzyszące mu okoliczności wpłynęły na służbowe przeniesienie go na stanowisko prezydenta Regencji w Bydgoszczy.
Zmarł 20 kwietnia 1873 r. na udar mózgu. Uroczysty pogrzeb odbył się 24 kwietnia 1873 r. na cmentarzu ewangelickim przy ul. Jagiellońskiej (dziś Park Ludowy im. W. Witosa).
Był żonaty z Charlotte Johanną Dorotheą z domu von Parczinsky-Tenczin. Miał czworo dzieci.

## Prezydent Regencji w Bydgoszczy
Urząd prezydenta Regencji w Bydgoszczy objął 20 grudnia 1870 r. Jego zarządzanie przypadło na pierwsze lata Cesarstwa Niemieckiego i erę rządów kanclerza Ottona von Bismarcka. Dla ziem zaboru pruskiego zaowocowały one intensywną germanizacją. Maurach miał być zatem jednym z realizatorów nowej polityki wobec mniejszości narodowych zamieszkujących w Rzeszy. Jego ponad trzyletnie urzędowanie przerwała niespodziewana śmierć.